# Port lotniczy Fuyang Xiguan
Port lotniczy Fuyang Xiguan (IATA: FUG, ICAO: ZSFY) – port lotniczy położony w Fuyangu, w prowincji Anhui, w Chińskiej Republice Ludowej.

## Linie lotnicze i połączenia
| Linia Lotnicza          | Kierunek |
| ----------------------- | --- |
| Air China               | 1. Pekin 2. Chengdu-Shuangliu |
| China Eastern Airlines  | 1. Changchun 2. Kunming 3. Szanghaj-Pudong |
| China Southern Airlines | 1. Guangzhou 2. Shenzhen |
| China United Airlines   | 1. Wenzhou |
| GX Airlines             | 1. Changsha 2. Dalian 3. Guiyang 4. Haikou 5. Hohhot 6. Huizhou 7. Jieyang 8. Lanzhou 9. Nanning 10. Qingdao 11. Quanzhou 12. Sanya 13. Shenyang 14. Urumczi 15. Wenzhou 16. Yinchuan 17. Zhuhai |
| Okay Airways            | 1. Chongqing 2. Zhoushan |
| Tianjin Airlines        | 1. Tiencin 2. Xiamen |